# Фархад Халілов
Фархад Курбан огли Халілов (азерб. Fərhad Qurban oğlu Xəlilov; *26 жовтня 1946, Баку, Азербайджанська РСР) — азербайджанський художник, голова Спілки художників Азербайджану.

## Біографія
Фархад Халілов народився 1946 році в Баку. У 1961—1966 роках навчався в художньому училищі імені Азіма Азімзаде. Далі він продовжив свою освіту у Москві в Строгановському училище і в 1969—1975 роках в Московському поліграфічному інституті. У творчості Фархада Халілова значуще місце займають Апшеронський мотиви — пляжі і види Апшерона, а також населені пункти Апшеронського півострова, такі як Нардаран, Бузовна, Загульба, Маштага, Мардакан та інші.
У 1987 році Фархад Халілов був обраний головою Спілки художників Азербайджану, він керує, цим творчим союзом по сей день. Роботи художника неодноразово виставлялися як в країнах колишнього СРСР у тому числі і в Третьяковській галереї, так і в Європі. У 2006 році народний художник Азербайджану Фархад Халілов був нагороджений орденом «Слави» за заслуги в розвитку азербайджанського мистецтва.